# 1. April 2000
1. April 2000 ist ein satirischer Science-Fiction-Film des Regisseurs Wolfgang Liebeneiner, der im Jahr 1952 im Auftrag und durch Finanzierung der österreichischen Bundesregierung hergestellt wurde. Dem Regisseur stand bei diesem häufig als „Staatsfilm“ bezeichneten Werk ein Starensemble zur Verfügung: Hilde Krahl, Josef Meinrad, Curd Jürgens, Hans Moser, Paul Hörbiger, Helmut Qualtinger. Autoren des Drehbuchs waren Ernst Marboe und Rudolf Brunngraber.

## Handlung
Es ist der 1. April 2000 und die frisch gewählte Regierung wird durch die Hohen Kommissare angelobt. Nach unzähligen, ergebnislosen Verhandlungen mit den alliierten Siegermächten über die Unabhängigkeit Österreichs innerhalb der letzten 55 Jahre fordert der österreichische Ministerpräsident seine Landsleute auf, ihre viersprachigen, von den Alliierten ausgegebenen Personalausweise zu zerreißen, um ein Signal zu setzen. Österreich wird daraufhin von den Alliierten vor dem Weltgericht des Bruchs des Weltfriedens angeklagt. Die implizite Botschaft ist eindeutig: So wie Österreich bereits zwei Mal in seinen Augen unschuldigerweise des Bruchs des Weltfriedens bezichtigt wurde (nämlich 1914 und 1939), so geschieht dies nun, im fiktiven Jahr 2000, wieder. Das Weltgericht schwebt mit seiner Rakete in Wien ein und landet vor dem Schloss Schönbrunn. Reporter Heribert Meisel berichtet live vom Ereignis.
Die Österreicher müssen nun beweisen, dass sie ein derartig liebenswürdiges Volk sind, dass sie niemals den Weltfrieden brechen könnten. Von Mozart über Prinz Eugen, Kaiserin Maria Theresia, dem Wiener Wein, dem Wiener Walzer, den Bergen, Musikkapellen etc. wird alles hervorgebracht, was Österreich angeblich liebenswert macht. Als das Land schließlich dennoch kurz vor einer Verurteilung steht, findet der chinesische Delegierte im Staatsarchiv die (nicht fiktive) Moskauer Deklaration von 1943, die besagt, Österreich die Unabhängigkeit wieder zu geben, was als Schlusspunkt des Films auch geschieht. Wieder zurück in der Gegenwart wird allerdings beklagt, dass dies ja alles erst im Jahr 2000 geschehen werde.

## Hintergrund
Der Film wurde von der Wien-Film im Auftrag der österreichischen Bundesregierung in den Ateliers Wien-Sievering und Wien-Schönbrunn produziert. Die Außenaufnahmen entstanden in Wien und Umgebung. Zu sehen sind unter anderem der Stephansdom und das Schloss Schönbrunn. Für die Bauten war Otto Niedermoser zuständig, für die Produktionsleitung Karl Ehrlich.
Es handelt sich um einen Science-Fiction-Film, der einerseits dazu dienen sollte, den Österreichern nach der Trennung Österreichs von Deutschland im Jahre 1945 ein spezifisches „österreichisches Bewusstsein“ zu vermitteln, das sich von Deutschland und damit auch vom Zweiten Weltkrieg und dem Holocaust abgrenzte. Pikanterweise vertraute man diese Aufgabe einem Regisseur an, der während der Zeit des Nationalsozialismus erheblichen Einfluss auf das Filmschaffen hatte.
Der Film arbeitet sehr argumentativ mit der landestypischen Mentalität und retouchierter Historie (und neu gefundener Identität?), die nicht nur von innen heraus konstruiert, sondern durchaus auch beispielsweise durch die britische Besatzungsmacht verbreitet wurde. Diesen Ausgangsvorteil machte sich das Zweier-Gespann Brunngraber-Marboe dienlich, scheinbar um das nach außen hin bereits existente Bild des feucht-fröhlichen wie friedfertigen Österreichers zu propagieren.
Mit dieser Voraussetzung argumentierend, sollte durch den Film andererseits auch ein starkes Signal an die Alliierten gegeben werden, Österreich endlich einen Staatsvertrag zu geben, der dem Land seine Souveränität zurückgeben würde. Diesem Wunsch wurde schließlich auch im Jahre 1955 mit dem Österreichischen Staatsvertrag stattgegeben. Die politischen Auswirkungen des Films diesbezüglich können als äußerst gering eingeschätzt werden, da selbst zahlreiche österreichische Zeitungen, im Vordergrund hierbei vor allem die kommunistischen Blätter, jene „österreichische Komödie“ als dem Staatsvertrags-Prozess wenig dienlich einstuften.
Bei den Szenen der Vier im Jeep hat der 24-jährige Helmut Qualtinger eine Filmrolle als Russe. Regieassistent war Alfred Solm.

## Veröffentlichung
Nach der Uraufführung am 19. November 1952 im Apollo Kino veranstaltete Bundeskanzler Leopold Figl im Wiener Rathaus eine festliche Premierenfeier, zu der die zahlreichen Mitwirkenden eingeladen waren. In Deutschland erschien er am 24. November 1952 in Frankfurt am Main.
2006 wurde der Film in der Edition Der österreichische Film auf DVD veröffentlicht.

## Auszeichnungen
Die FBL verlieh dem Film das Prädikat besonders wertvoll. Vom österreichischen Bundesministerium für Unterricht erhielt er den Graf Kolowrat Sascha-Wanderpokal für den besten österreichischen Film 1952. 1. April 2000 wurde zudem bei den Internationalen Filmfestspielen von Cannes, San Sebastián, São Paulo und Mar del Plata vorgestellt.